# 토우대장차차
《토우대장차차》는 대한민국의 아주대학교 정보통신연구소 게임애니메이션센터에 의해 만들어진 3차원 입체 애니메이션으로 2007년 경주세계문화엑스포에서 상영되었다.
신라의 설화들을 현대적 상상력으로 재구성하였으며, 도제기마인물상이 토우 군대의 대장 차차로 부활하는 내용이다.